# Nhã Lộng
Nhã Lộng là một xã thuộc huyện Phú Bình, tỉnh Thái Nguyên, Việt Nam.

## Địa lý
Xã Nhã Lộng nằm ở phía tây huyện Phú Bình, có vị trí địa lý:
- Phía đông giáp xã Úc Kỳ và xã Xuân Phương
- Phía tây giáp xã Điềm Thụy
- Phía nam giáp xã Điềm Thụy và xã Úc Kỳ
- Phía bắc giáp xã Bảo Lý và xã Thượng Đình.

Xã Nhã Lộng có diện tích 5,97 km², dân số năm 1999 là 6.998 người, mật độ dân số đạt 1.172 người/km².
Quốc lộ 37 chạy qua địa bàn xã. Sông Cầu tạo thành ranh giới tự nhiên phía đông của xã.

## Hành chính
Xã Nhã Lộng được chia thành 14 xóm: Nón, Hanh, Bến, Đồi, Thanh Đàm, Trại, Soi 1, Soi 2, Chiễn 1, Chiễn 2, xóm Mít, Náng, Đô, Xúm.

## Di tích
Xã Nhã Lộng có chùa Ha, tên chữ là Bà Ha tự, là ngôi chùa cổ có niên đại sớm của tỉnh Thái Nguyên, còn lưu giữ được kiểm dáng kiến trúc cổ thời Lê thế kỷ XVIII. Chùa Ha có 28 cột đá cao 1,6m, chu vi 0,9m; khoảng cách giữa các chân cột là 2,2m, cột cái với cột quân 2,4m.